# Sui Xinmei
Sui Xinmei (chiń. 隋新梅, ur. 29 stycznia 1965 w Szantung) – chińska lekkoatletka, która specjalizowała się w pchnięciu kulą.
W 1996 roku uczestniczyła w igrzyskach olimpijskich, podczas których wywalczyła srebrny medal. Halowa mistrzyni świata z Sewilli (1991). Wielokrotna medalistka imprez regionalnych takich jak mistrzostwa Azji czy igrzyska azjatyckie.
W 1991 została zdyskwalifikowana na 2 lata za stosowanie niedozwolonych środków dopingujących.

## Osiągnięcia
| Rok  | Impreza                   | Miejsce    | Lokata     | Wynik |
| ---- | ------------------------- | ---------- | ---------- | ----- |
| 1989 | Mistrzostwa Azji          | Nowe Delhi | 2. miejsce | 19,29 |
| 1990 | Igrzyska azjatyckie       | Pekin      | 1. miejsce | 20,55 |
| 1991 | Halowe mistrzostwa świata | Sewilla    | 1. miejsce | 20,54 |
| 1993 | Mistrzostwa świata        | Stuttgart  | 4. miejsce | 19,61 |
| 1994 | Igrzyska azjatyckie       | Hiroszima  | 1. miejsce | 20,45 |
| 1995 | Halowe mistrzostwa świata | Barcelona  | 5. miejsce | 18,81 |
| 1995 | Mistrzostwa świata        | Göteborg   | 5. miejsce | 19,09 |
| 1995 | Mistrzostwa Azji          | Dżakarta   | 1. miejsce | 18,87 |
| 1996 | Igrzyska olimpijskie      | Atlanta    | 2. miejsce | 19,88 |
| 1997 | Igrzyska Azji Wschodniej  | Pusan      | 2. miejsce | 18,26 |

## Rekordy życiowe
- pchnięcie kulą – 21,66 (9 czerwca 1990, Pekin) najlepszy wynik na świecie w 1990[2], również 1994 wynik Sui (20,74) otwierał listy światowe[3]
- pchnięcie kulą (hala) – 21,10 (3 marca 1990, Pekin); rekord Azji